# Катавиши
Катавиши (Catauichi, Catauixi, Catawishi, Catawixi, Jacareúba, Katawixi) — почти исчезнувший дьяпанский язык, на котором говорят в муниципалитете Канутама в районе реки Жакареуба штата Амазонас в Бразилии. Это почти исчезнувший язык среди известного населения катавиши, хотя неконтактировавшая этническая группа может быть катавиши-говорящей. Катавиши — изолированная группа. В 1997 году был последний доклад о контакте. Продолжение существования группы находится под сомнением.